# روكي بوينت (نيويورك)
روكي بوينت (بالإنجليزية: Rocky Point CDP, New York)‏ هي منطقة سكنية تقع بولاية نيويورك في الولايات المتحدة. تبلغ مساحتها 29.3 كم2، وترتفع عن سطح البحر 59 م، بلغ عدد سكانها 14,014 نسمة في عام 2010 حسب إحصاء مكتب تعداد الولايات المتحدة وتصل الكثافة السكانية فيها 478.3 نسمة لكل كيلومتر مربع (1,238.8/ميل2).

## التركيبة السكانية
حدّد مكتب تعداد الولايات المتحدة بيانات التركيبة السكانية لروكي بوينت في تعداد الولايات المتحدة. في ما يلي، التركيبة السكانية حسب تعدادي 2000 و2010.

### تعداد عام 2000
بلغ عدد سكان روكي بوينت 10,185 نسمة بحسب تعداد عام 2000، وبلغ عدد الأسر 3,557 أسرة وعدد العائلات 2,592 عائلة مقيمة في المنطقة السكنية. في حين سجلت الكثافة السكانية 347.6 نسمة لكل كيلومتر مربع (900.3/ميل2). وبلغ عدد الوحدات السكنية 3,949 وحدة بمتوسط كثافة قدره 134.8 لكل كيلومتر مربع (349.1/ميل2).
وتوزع التركيب العرقي للمنطقة السكنية بنسبة 95.60% من البيض و0.68% من الأمريكيين الأفارقة و0.16% من الأمريكيين الأصليين و1.21% من الأمريكيين ذوي الأصول الآسيوية و0.01% من سكان جزر المحيط الهادئ و0.80% من الأعراق الأخرى و1.55% من عرقين مختلطين أو أكثر و5.02% من الهسبانيون أو اللاتينيون من أي عرق.
بلغ عدد الأسر 3,557 أسرة كانت نسبة 44.6% منها لديها أطفال تحت سن الثامنة عشر تعيش معهم، وبلغت نسبة الأزواج القاطنين مع بعضهم البعض 57% من أصل المجموع الكلي للأسر، ونسبة 11% من الأسر كان لديها معيلات من الإناث دون وجود شريك،  بينما كانت نسبة 4.9% من الأسر لديها معيلون من الذكور دون وجود شريكة وكانت نسبة 27.1% من غير العائلات. تألفت نسبة 21.1% من أصل جميع الأسر من عدة أفراد يعيشون في نفس المنزل ونسبة 6.8% كانت تتألف من شخص يعيش بمفرده يبلغ من العمر 65 عاماً أو أكثر. وبلغ متوسط حجم الأسرة المعيشية 2.85، أما متوسط حجم العائلات فبلغ 3.32.
بلغ العمر الوسطي للسكان 33.3 عاماً. وكانت نسبة 30.3% من القاطنين تحت سن الثامنة عشر، وكانت نسبة 6.1% بين الثامنة عشر والرابعة والعشرين عاماً، ونسبة 36.7% كانت واقعةً في الفئة العمرية ما بين الخامسة والعشرين والرابعة والأربعين عاماً، ونسبة 18.2% كانت ما بين الخامسة والأربعين والرابعة والستين، ونسبة 8.2% كانت ضمن فئة الخامسة والستين عاماً فما فوق. يوجد لكل 100 أنثى 99.9 ذكر، ويوجد لكل 100 أنثى في الثامنة عشر من عمرها فما فوق 96.5 ذكر.
بلغ متوسط دخل الأسرة في المنطقة السكنية 52,463 دولارًا، أما متوسط دخل العائلة فبلغ 60,423 دولارًا. وكان متوسط دخل الذكور 46,804 دولارًا مقابل 35,205 دولارًا للإناث. وسجل دخل الفرد الخاص بالمنطقة السكنية 22,050 دولارًا. وكانت نسبة 6.7% من العائلات ونسبة 7.7% من السكان تحت خط الفقر، وكان من هؤلاء نسبة 9.7% تحت سن الثامنة عشر ونسبة 5.3% في الخامسة والستين من العمر وما فوق.

### تعداد عام 2010
بلغ عدد سكان روكي بوينت 14,014 نسمة بحسب تعداد عام 2010، وبلغ عدد الأسر 4,820 أسرة وعدد العائلات 3,615 عائلة مقيمة في المنطقة السكنية. في حين سجلت الكثافة السكانية 478.3 نسمة لكل كيلومتر مربع (1,238.8/ميل2). وبلغ عدد الوحدات السكنية 5,366 وحدة بمتوسط كثافة قدره 183.1 لكل كيلومتر مربع (474.2/ميل2).
وتوزع التركيب العرقي للمنطقة السكنية بنسبة 93.73% من البيض و1.48% من الأمريكيين الأفارقة و0.15% من الأمريكيين الأصليين و1.58% من الأمريكيين ذوي الأصول الآسيوية و0.04% من سكان جزر المحيط الهادئ و1.61% من الأعراق الأخرى و1.41% من عرقين مختلطين أو أكثر و6.98% من الهسبانيون أو اللاتينيون من أي عرق.
بلغ عدد الأسر 4,820 أسرة كانت نسبة 42.7% منها لديها أطفال تحت سن الثامنة عشر تعيش معهم، وبلغت نسبة الأزواج القاطنين مع بعضهم البعض 57.9% من أصل المجموع الكلي للأسر، ونسبة 11.8% من الأسر كان لديها معيلات من الإناث دون وجود شريك،  بينما كانت نسبة 5.2% من الأسر لديها معيلون من الذكور دون وجود شريكة وكانت نسبة 25% من غير العائلات. تألفت نسبة 19.6% من أصل جميع الأسر من عدة أفراد يعيشون في نفس المنزل ونسبة 5.7% كانت تتألف من شخص يعيش بمفرده يبلغ من العمر 65 عاماً أو أكثر. وبلغ متوسط حجم الأسرة المعيشية 2.89، أما متوسط حجم العائلات فبلغ 3.34.
بلغ العمر الوسطي للسكان 36.8 عاماً. وكانت نسبة 27.2% من القاطنين تحت سن الثامنة عشر، وكانت نسبة 8% بين الثامنة عشر والرابعة والعشرين عاماً، ونسبة 28.8% كانت واقعةً في الفئة العمرية ما بين الخامسة والعشرين والرابعة والأربعين عاماً، ونسبة 27.2% كانت ما بين الخامسة والأربعين والرابعة والستين، ونسبة 8.8% كانت ضمن فئة الخامسة والستين عاماً فما فوق. وتوزع التركيب الجنسي للسكان بنسبة 49.7% ذكور و50.3% إناث.